# Plymouth Gran Fury
Plymouth Gran Fury – samochód osobowy klasy pełnowymiarowej, a następnie klasy wyższej produkowany pod amerykańską marką Plymouth w latach 1974 – 1989.

## Pierwsza generacja

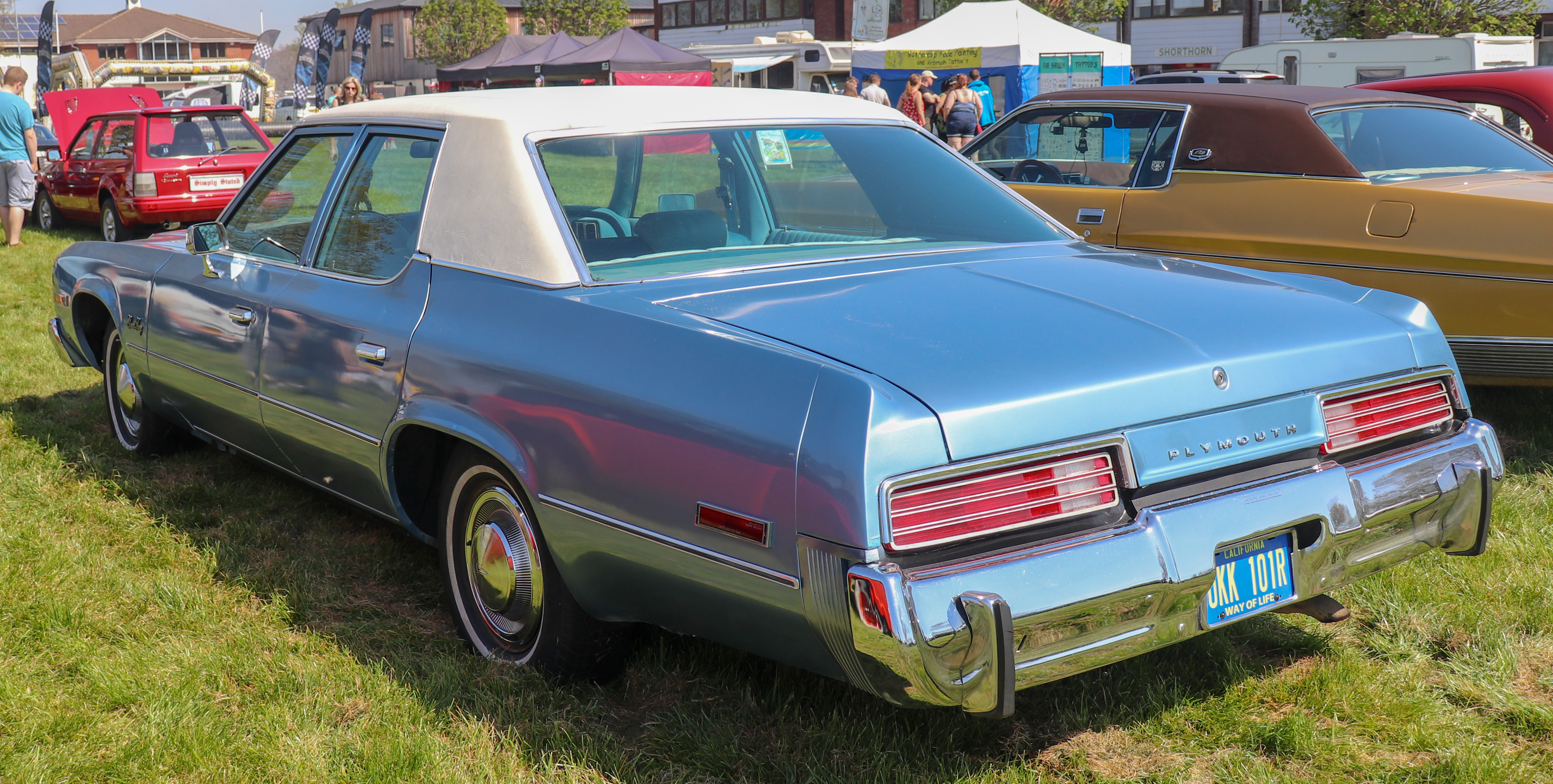
Plymouth Gran Fury I - tył

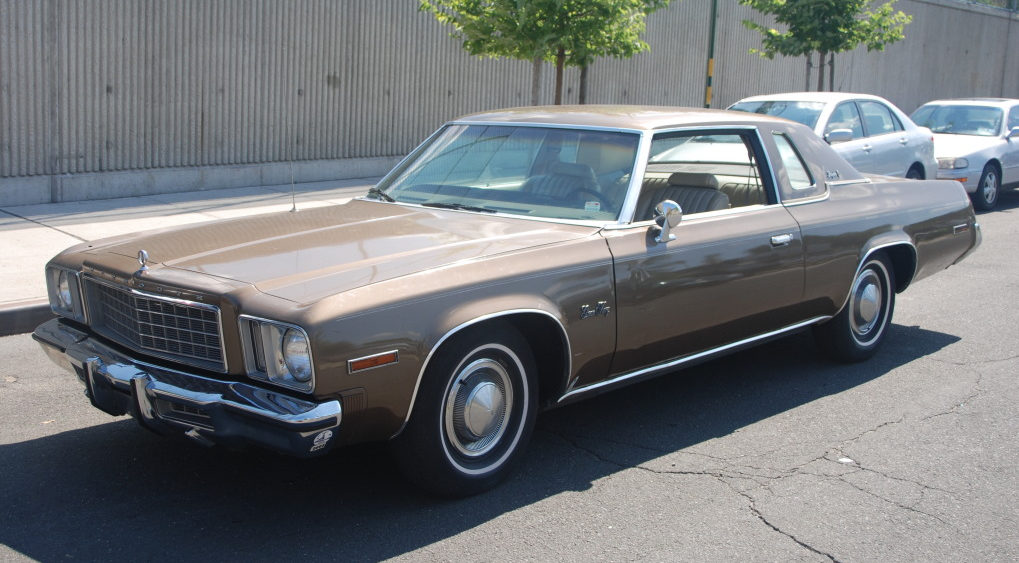
Plymouth Gran Fury I Coupe

Plymouth Gran Fury I został zaprezentowany po raz pierwszy w 1974 roku.
Model Gran Fury poszerzył ofertę Plymoutha jako nowy, topowy model plasujący się powyżej linii Fury opracowany w ramach koncernu Chrysler na platformie C-body razem z bliźniaczymi modelami Chrysler Newport oraz Dodge Monaco.
Pierwsza generacja Gran Fury wyróżniała się smukłą sylwetką, z dużą chromowaną atrapą chłodnicy, a także pojedynczymi okrągłymi reflektorami w kwadratowych obudowach. Obłe tylne nadkola łączyły się z podłużną częścią bagażową, którą wieńczyły prostokątne lampy z chromowanymi obwódkami.

### Silniki
- V8 5.9l LA
- V8 6.6l B
- V8 7.2l RB

## Druga generacja

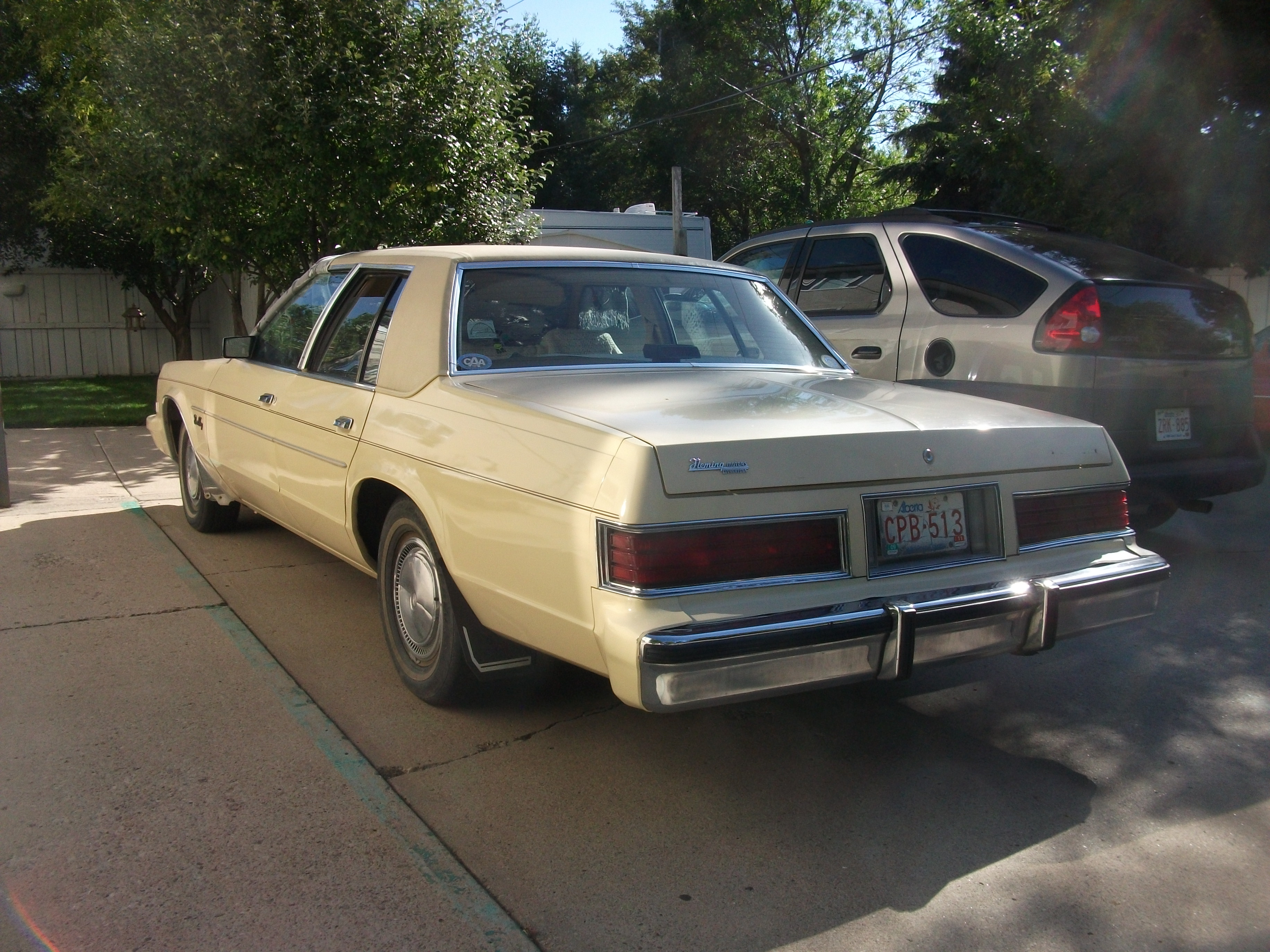
Plymouth Gran Fury II - tył

Plymouth Gran Fury II został zaprezentowany po raz pierwszy w 1979 roku.
Po dwuletniej przerwie, Gran Fury powrócił do gamy modelowej Plymoutha ponownie jako topowy, najdroższy i najbardziej luksusowy model w ofercie.
Podobnie jak poprzednik, pojazd został zbudowany jako bliźniacza konstrukcja wobec modeli Chryslera i Dodge'a, tym razem opierając się jednak na nowej platformie koncernu - R-body. Nadwozie stało się przez to większe, zyskując przede wszystkim na długości. Pod kątem stylistycznym, Gran Fury II zyskał bardziej kanciaste proporcje.

### Silniki
- L6 3.7l Slant-6
- V8 5.2l LA
- V8 5.9l LA

## Trzecia generacja

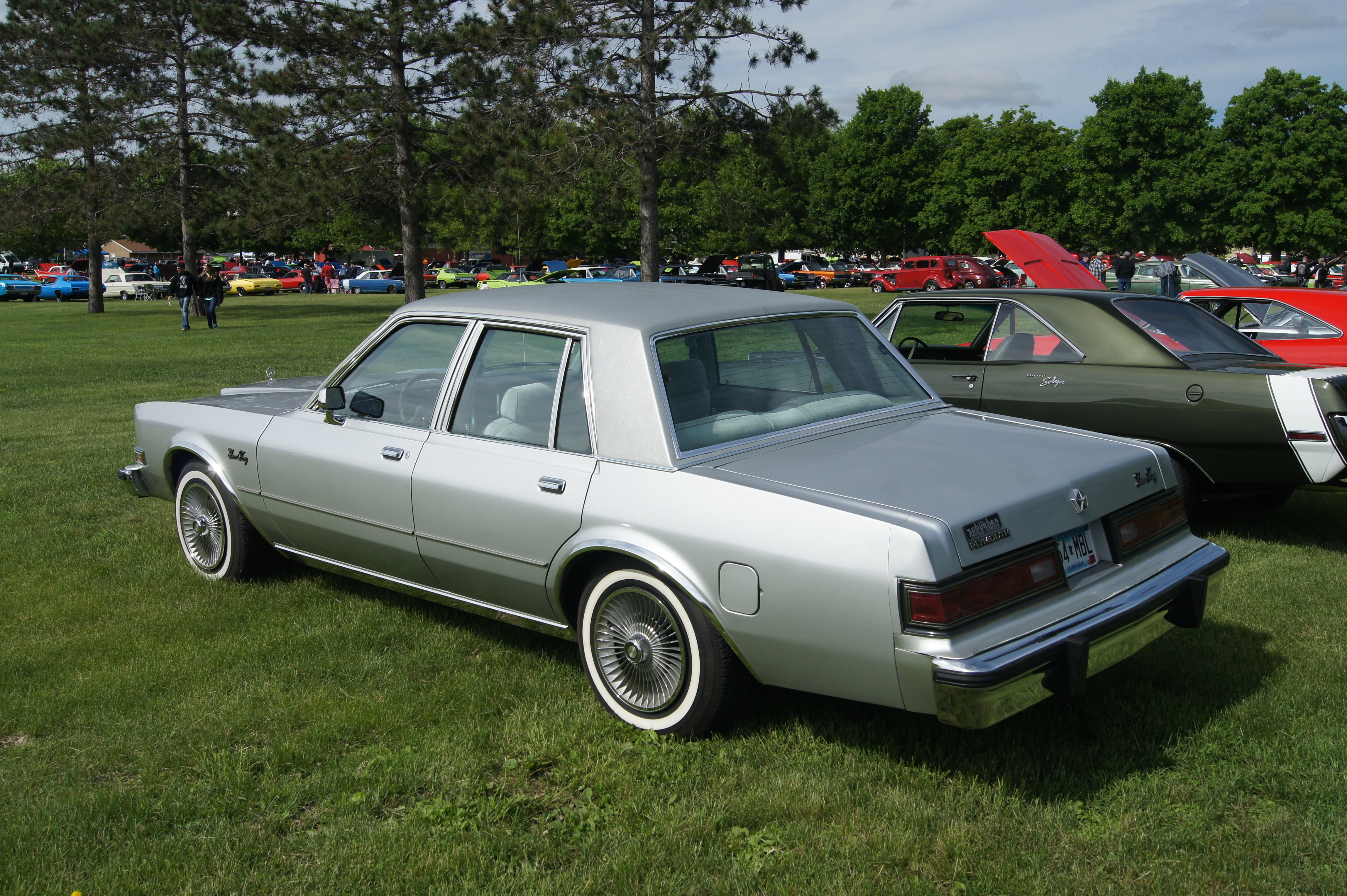
Plymouth Gran Fury III - tył

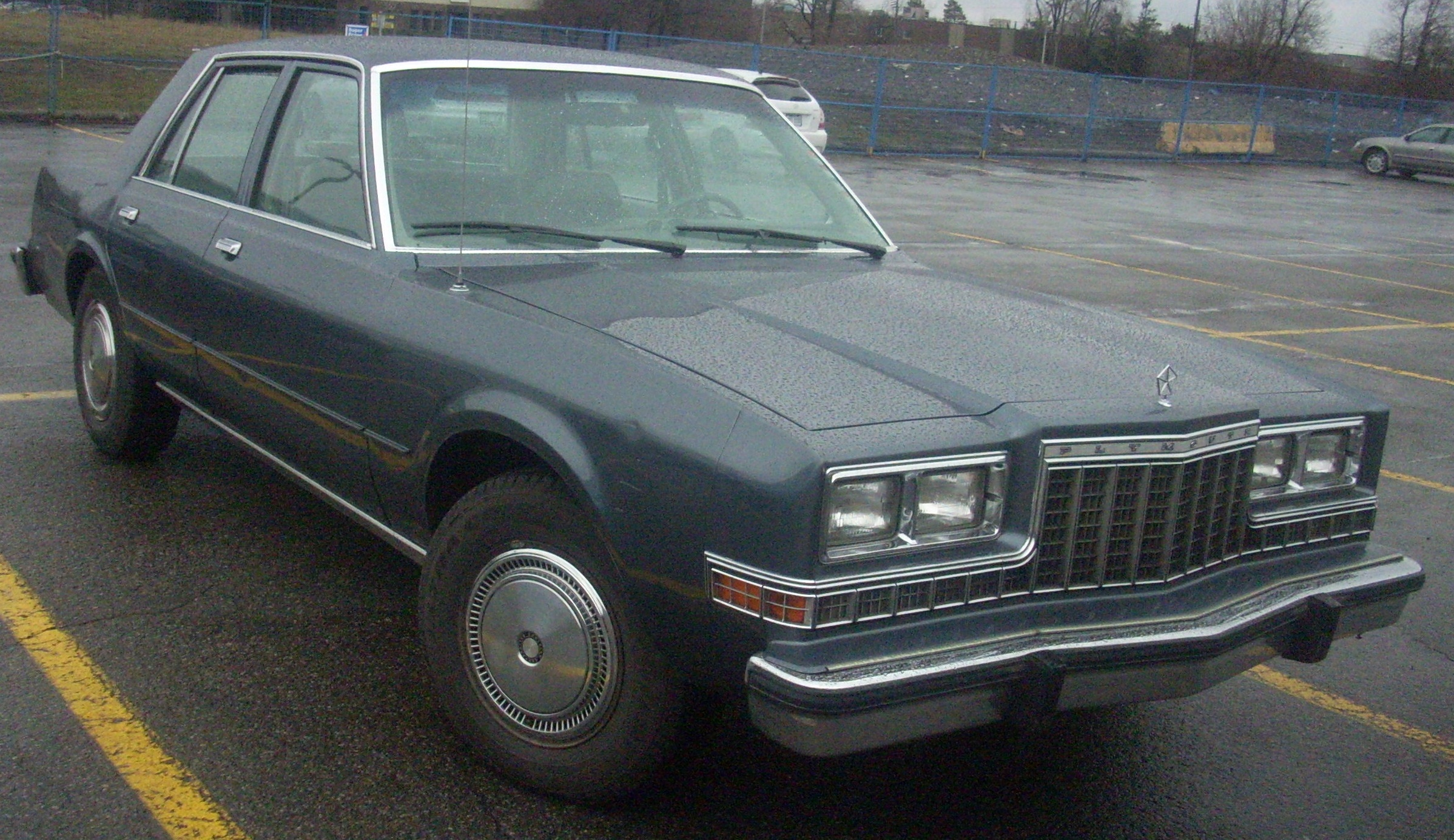
kanadyjski Plymouth Caravelle

Plymouth Gran Fury III został zaprezentowany po raz pierwszy w 1981 roku.
Trzecia i ostatnia generacja linii modelowej Gran Fury, podobnie jak poprzednicy, była wynikiem współpracy między markami koncernu Chrysler. Bliźniaczymi konstrukcjami wobec modelu Plymoutha był Chrysler Fifth Avenue oraz Dodge Diplomat.
Wraz z ponownym oparciem na nowej platformie (M-body), Plymouth Gran Fury trzeciej generacji wyróżniał się znacznie mniejszym i krótszym nadwoziem. Utrzymano je w nurcie kanciastych proporcji, które widoczne były szczególnie w kształcie atrapy chłodnicy i reflektorów.

### Kanada
Wyłącznie na rynku kanadyjskim, Plymouth Gran Fury trzeciej generacji oferowany był pod nazwą Plymouth Caravelle. Pod kątem wizualnym, był on identyczny z modelem sprzedawanym w Stanach Zjednoczonych.

### Silniki
- L6 3.7l Slant-6
- V8 5.2l LA